# Мехатроника
Мехатрониката е интердисциплинарна област от инженерните и техническите науки, която обединява елементи от механиката, електротехниката, оптиката и електрониката. Мехатрониката се занимава с проектиране, производство и експлоатация на мехатронни системи – комбинирани (интегрирани) автоматични производствени системи, каквито са индустриалните роботи.
Мехатрониката е сравнително нова специалност, която през последните години усилено се преподава в над 90 университета по света, включително и в Техническия университет в София.

## „Мехатроника“ АД
През 1961 г. в Габрово е основана „Мехатроника“ АД. Основната цел на завода е решаване на комплексни технологични проблеми в машиностроенето, електрониката, химията, леката промишленост.